# Europa Unita (Potenza)
Il quartiere dell'Europa Unita, più comunemente conosciuto dagli abitanti con il suo originario nome di Poggio Tre Galli o con l'abbreviazione Poggio, è un popoloso quartiere della periferia ovest di Potenza.

## Caratteristiche
Il quartiere, sede degli uffici direzionali della Regione Basilicata e del polo studentesco della città, sorge su un'area collinare nelle vicinanze del torrente Gallitello e del fosso Malvaccaro, a ovest del centro storico. Al 2008, gli abitanti sono 5.777, rendendolo così uno dei quartieri più popolosi della città.

## Villa romana
La villa romana di Malvaccaro è una villa d'epoca romana rinvenuta negli anni 90 in una traversa dell'attuale via Parigi, una via commerciale del quartiere. Le strutture presentano dei mosaici e un'aula absidata attorno alla quale si sviluppano cinque ambienti. I dati acquisiti indicano una datazione post-Costantiniana, con arte musiva tendenziale che parte dal III secolo d.C.
Della villa si sono trovati i muri perimetrali a Nord-Ovest e a Nord-Est e altre strutture verso Sud.

## Architetture religiose
La chiesa di Santa Cecilia è l'unica chiesa presente in zona; è un edificio di costruzione moderna che si affaccia su piazza Don Pinuccio Lattuchella (già piazza Adriatico).

## Parchi
Il parco dell'Europa Unita è un'area verde di recente costruzione realizzato dall'amministrazione comunale recuperando una zona verde estesa fra i palazzi del quartiere, per anni lasciata al degrado e all'incuria. Inoltre sono presenti il parco Radici(frutto di un progetto di rigenerazione urbana ed inclusione sociale) e il parco Grazia Gioviale, intitolato ad una vittima di femminicidio della provincia. In previsione è anche il parco della zona G, che dovrebbe servire il verde dei palazzi moderni tra via Parigi e via Londra, ma non è stato ancora realizzato.

## Manifestazioni
La seconda settimana di settembre, ogni anno, si celebra la festa di quartiere, più comunemente conosciuta come Festa dello sport, incentrata per di più sui giovani e lo sport, con tornei organizzati in diurna di calcio, pallavolo, basket e altri sport. La festa prosegue anche di sera con concerti e spettacoli dal vivo.

## Collegamenti

### Autobus urbani
- 1 : Macchia Giocoli - Zona ospedaliera
- 3: Macchia giocoli-università
- 6 : Poggio tre Galli - Stazione centrale
- 6B : Malvaccaro - Piazza Vittorio Emanuele
- 2 : Uffici regionali - Uffici comunali (Sant'Antonio la Macchia)
- 14 : Piazza Vittorio Emanuele - Giarrossa
- SI2 : Betlemme - Seminario nuovo
- SI4 : Bucaletto - Seminario nuovo
- SI11 : Stazione centrale - Seminario nuovo
- SI13 : Macchia Romana - Seminario Nuovo
- SN1 : Via Tammone - Don Bosco - Cocuzzo - Via Tammone
- SN2 : Via Tammone - Europa Unita - Gallitello - Via Tammone

### Servizio ferroviario metropolitano
Dal 2007 è in progetto l'allungamento del servizio ferroviario metropolitano fino a piazza Adriatico, rendendo così il quartiere, e dunque la zona degli Uffici Regionali, più facilmente raggiungibili da molte altre parti della città e soprattutto dalla Stazione centrale di piazzale Marconi.

### Scale mobili Santa Lucia
Scale mobili Santa Lucia  è attivo dal 2010 ed è considerato il sistema di scale mobili più lungo d'Europa (secondo al mondo dopo Tokyo), che collega la parte ovest della città al centro storico.

## Amministrazione
Poggio Tre Galli ricade nel VII Comitato, nella suddivisione comunale della città. Il 29 e il 30 novembre il quartiere ha effettuato delle elezioni, per eleggere il presidente di quartiere, il vicepresidente e il segretario.
| Presidente      | Iacovino Vincenzo     |
| Eletto il       | 30/11/2008            |
| Indirizzo       | Piazzale Vilnius, 22  |
| Vice Presidente | Acampora Maria Grazia |
| Segretario      | Garaguso Giovanni     |